# Villacastín
Villacastín település Spanyolországban, Segovia tartományban. Villacastín Navalperal de Pinares, Santa María del Cubillo, Maello, Muñopedro, Marugán, Monterrubio, Ituero y Lama, Navas de San Antonio és Las Navas del Marqués községekkel határos. Lakosainak száma 1525 fő (2024).

## Népesség
A település népessége az elmúlt években az alábbi módon változott:
| Lakosok száma | 1514 | 1572 | 1600 | 1639 | 1637 | 1542 | 1495 | 1481 | 1524 | 1525 |
|               | 2001 | 2004 | 2007 | 2009 | 2012 | 2014 | 2017 | 2019 | 2022 | 2024 |